# Allenrolfea
Allenrolfea là chi thực vật có hoa trong họ Amaranthaceae.

## Hình ảnh

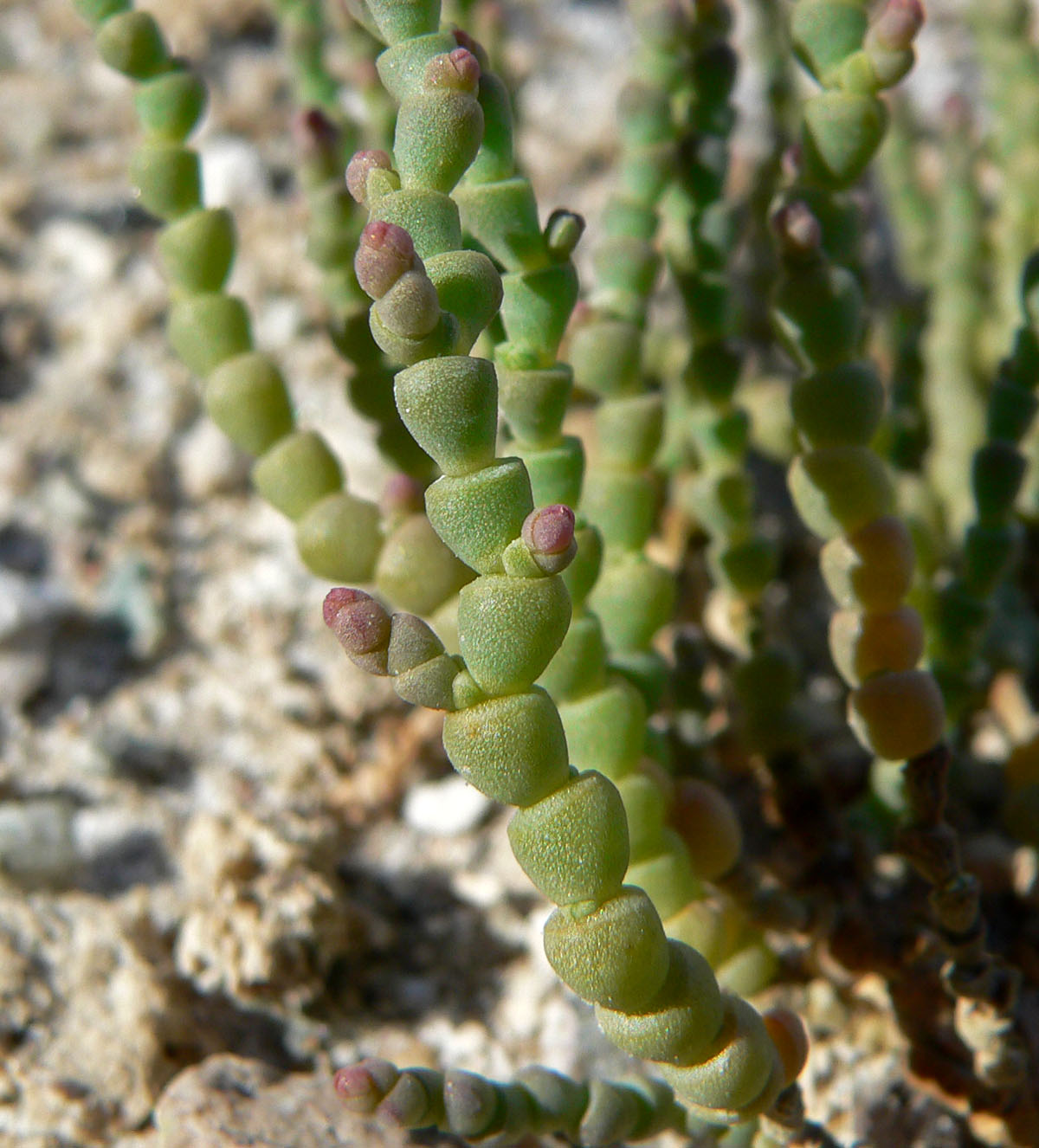
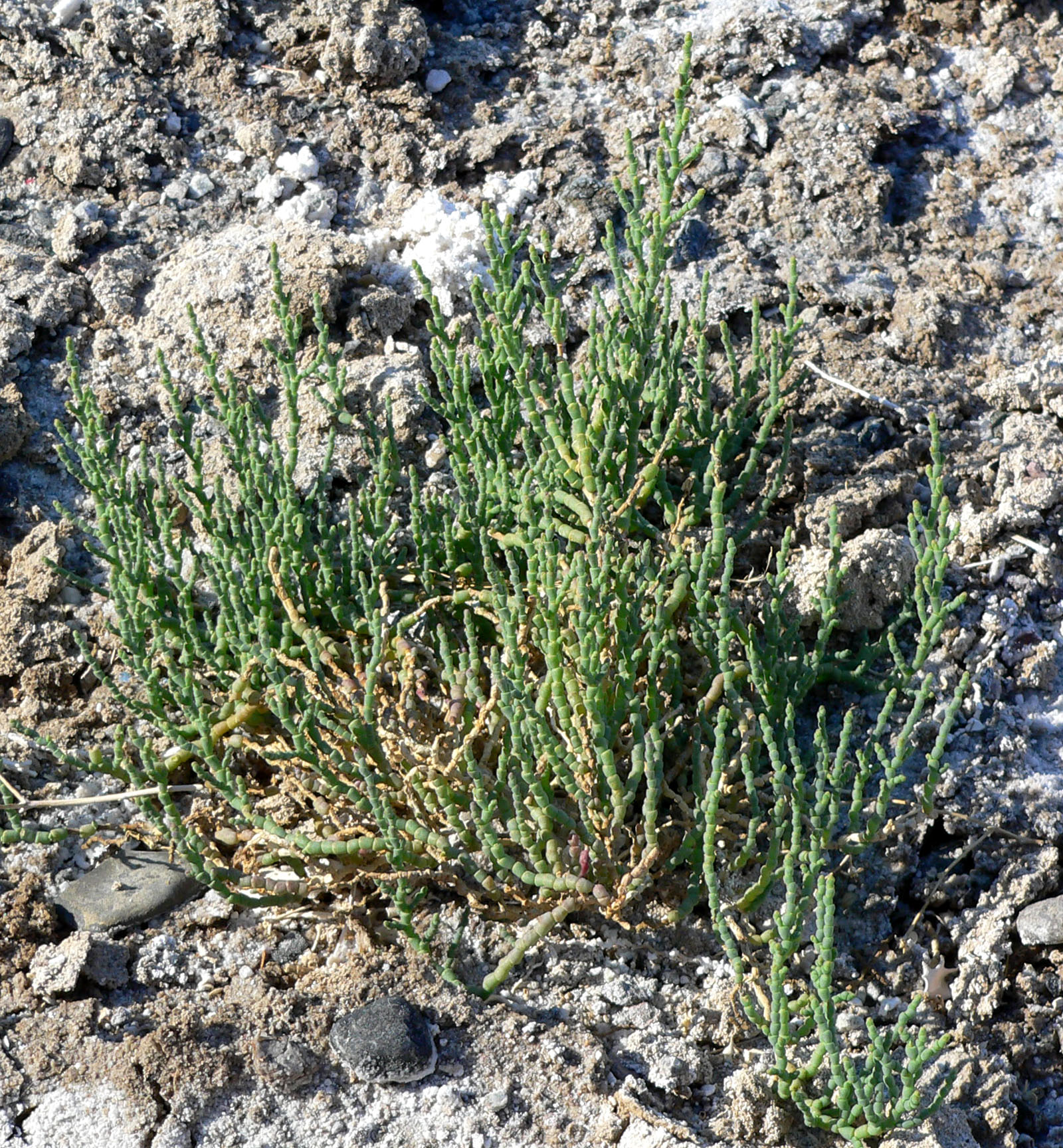

## Các loài
- Allenrolfea mexicana Lundell
- Allenrolfea occidentalis Kuntze
- Allenrolfea patagonica Kuntze
- Allenrolfea vaginata Kuntze